# 还愿 (游戏)
《還願》是一款由臺灣赤燭遊戲發行的第一人稱視角恐怖解謎遊戲，遊戲選於2019年2月19日（恰為該年農曆上元節）開放下載。游戏描述了1980年代的臺灣臺北的一個小公寓中，一個試圖遵循傳統觀念的三口之家周邊發生的诸多事件。遊戲之名稱「還願」，是民間佛教、道教（不包括正規漢傳佛教）的一種宗教行为。同時都有使用一些漢傳佛教的術語及宗教行為，例如頌經念咒等等。在信徒禱告祈求的願望實現後，会以不同的物品，如食物或做功德報答回饋神仙、聖者甚至妖魔等。遊戲以1980年代的臺灣為故事背景，並融入1970年代、1980年代常見事物（如歌謠、選秀節目）與臺灣民間信仰概念。

## 玩法
玩家操控男主人公劇作家杜豐于進行遊戲，遊戲採用第一人稱視角，為尋找其女兒杜美心的下落，在1980年到1987年間的杜家公寓裡進行探索，玩家一開始需在四個不同時間軸、類似而不相同並彼此相連的舊公寓場景中搜尋線索、推理解謎，劇情將會隨著各時間軸中的線索與道具揭曉後推進。

## 剧情
1987年10月7日，劇作家杜豐于在家中午睡時，夢見了一個小孩去上學，老婆在做飯的美滿家庭，但過沒多久，夢中美滿的家庭瞬間天崩地裂，變成難以抹去的夢魘。
1975年，知名玉女歌手鞏莉芳在嫁給杜豐于後息影，並誕下一女杜美心，但婚後由於杜豐于的劇本逐漸不合時代潮流，家庭經濟每況愈下，鞏莉芳雖意圖復出歌壇，貼補家計，卻被大男人主義的杜豐于強烈反對，而使夫妻間的爭執日益擴大。美心開始上學後，以「和媽媽一樣成為大明星」為願望，被家裡寄予重望，但她卻在參加選秀節目《七彩星舞台》演唱時失常，後由於家庭失和與自身的壓力開始喘不過氣、無法唱歌。起初發作時，杜豐于向神棍何老師請益，何老師則請出「慈孤觀音（遊戲中虛構神明）」為杜豐于及美心化解。美心在服藥及杜豐于的陪伴下逐漸康復。只是杜豐于誤以為是美心得到慈孤觀音的庇蔭才得以康復，這也讓杜豐于更加信任慈孤觀音的法力。
而後美心的病情又因父母爭吵再度惡化，至醫院檢查後仍查無生理病因，醫師建議轉診精神科。由於在當時的台灣社會，精神疾病被視為一種不敢對其他人說出口的惡疾，有鑑於此不願相信女兒是「神經病」的杜豐于再次求助於何老師與慈孤觀音，並更加聽信於偏方及宗教儀式。鞏莉芳意圖將丈夫導回正軌，不料卻被走火入魔的杜豐于視作妖魔鬼怪，還被逼迫去慈孤觀音面前懺悔。鞏莉芳無奈之下只得離家，等待重返演藝圈生計穩定後再將美心及丈夫接到單純的地方過活。與此同時，杜豐于在何老師的指引下，透過觀元辰宮進入自己的元辰宮，並向慈孤觀音獻上自己的右眼、舌頭、鮮血，在觀元辰宮結束後將美心關進廁所，進行為期七日的活體浸泡蛇酒儀式，且中途禁止開門與進行任何打擾。
一開始杜豐于請示何老師時，何老師還十分有耐心的告訴他此儀式「輕則當日，重則七日」。等到儀式接近第七天杜豐于再次打電話找何老師時，電話卻再也無人回應。驚覺大事不妙的杜豐于再次來到何老師居所時，卻發現人去樓空，只留下一卷信眾在電話中怒罵何老師是神棍的卡帶。最後，鞏莉芳回来寻找美心，萬念俱灰的杜豐于一個人打開了廁所的門，隨後冒出一陣白光，炙烈的白光中顯現出一個如夢似幻的世界，有滿滿的紙摺鬱金香，有紙風車，有杜豐于成堆的稿紙，有眾多的遊戲設施，以及美心逐漸遠去的背影。
最終，從惡夢中驚醒的杜豐于，只能孤身地在已空無一人的杜宅，不斷後悔莫及的反省自己的作為。

## 角色
杜豐于
演員：姚舜庭，配音：程伯仁／陳敬恆
玩家主要操作人物，於1960、1970年代時獲獎無數的劇作家，在與鞏莉芳結婚後育有女兒杜美心。因劇本逐漸不受觀眾及導演歡迎，且不願更改鋪張浪費的生活方式，致使家庭生計出問題。在美心罹患精神病後求助於何老師與「慈孤觀音」，因美心的病情好轉，便每個月給付「功德金」供養慈孤觀音，使生活更加困頓。在鞏莉芳為了家計打算重回歌壇時，因放不下男人的尊嚴而與妻子爭執並離異，美心因此再次深陷重病，杜豐于便按照何老師的指引，讓美心在蛇酒中浸泡七天。在無法聯絡上何老師後發現她是神棍。
鞏莉芳
演員、配音：陳品伶，演唱：何夏
知名玉女歌星，在嫁給杜豐于後息影，是女兒杜美心嚮往的目標。在家計出問題後時常向母親調頭寸救急，並曾一度想回娘家休養，由於始終無法勸諫丈夫，還被其視為妖魔鬼怪，最終與丈夫離異，離異後，復出演藝圈，想在演藝圈賺夠錢後，接一家人到平靜的地方過日子，但事與願違。
杜美心
演員：林芷瑈，配音、演唱：劉芷融
杜豐于及鞏莉芳之女，小學生。受到母親的影響而嚮往成為歌星，但在參加選秀節目《七彩星舞台》時失利，又因父母時常為錢爭執，產生極大的心理壓力，被醫師建議轉診精神科。但因杜豐于深信慈孤觀音，便帶她向慈孤觀音求援，最終美心被浸泡在蛇酒中長達七日。杜美心深信繪本《花與愛》中的情節，認為用紙摺的鬱金香佈滿整個房間就能讓自己痊癒，但深信慈孤觀音的父親不願陪自己摺紙。
何老師
配音：王琄
於公寓凶宅中設立「慈孤壇」的神媒，奉祀「慈孤觀音」供信徒參拜。但其實何老師只是一個打著慈孤觀音名號，提供信徒旁門左道的神棍。1987年，同樣奉祀慈孤觀音之陸恭銘創立「陸心助法會」，並完全切割陸心助法會與慈孤壇和杜家慘案之關係。

## 開發
赤燭遊戲於2018年2月首次公布新遊戲《還願》，並於2018年7月公布首支宣傳影片。
合作創辦人暨美術設計陳敬恆在2019年台北國際電玩展接受採訪時表示，本遊戲由江東昱擔任主要製作人，在其提議下團隊決定以第一人稱3D視角製作遊戲。所有成員均為此花了功夫在學習Unity引擎。遊戲主體的開發以12人規模的團隊進行。

### 音樂
遊戲同名的主題曲《還願》由草東沒有派對製作與演唱，《碼頭姑娘》則由作曲家張衞帆編曲，並以19人之中型弦樂團於匈牙利錄制；部分音效由Imba Interactive團隊負責；而遊戲片頭則是由臺灣唸歌藝術家呂柳仙所演唱之《十殿閻君》。遊戲中的選秀節目片段由張曼森導演（當中節目主持人由范姜泰基、蕭名喬飾演）。遊戲原聲帶由好意思文化發行，並於2019年2月22日上架在KKBOX、Mymusic、friDay音樂、Spotify、Apple Music等數位音樂平台，而實體版原聲帶專輯則與《還願》台灣限定實體版一起發售。
| 曲序     | 曲目                               |              | 作曲                                   | 演唱         | 时长  |
| -------- | ---------------------------------- | ------------ | -------------------------------------- | ------------ | ----- |
| 1.       | 還願（主題曲）                     | 草東沒有派對 | 草東沒有派對                           | 草東沒有派對 | 3:45  |
| 2.       | 熊熊上學去                         |              | 楊適維                                 |              | 3:02  |
| 3.       | 樹林冒險                           |              | 楊適維                                 |              | 1:59  |
| 4.       | 午夜時分                           |              | 楊適維                                 |              | 2:10  |
| 5.       | 美心在哪？                         |              | 楊適維                                 |              | 1:16  |
| 6.       | 禁錮                               |              | 楊適維                                 |              | 1:09  |
| 7.       | 梅花幾月開                         |              | 楊適維                                 |              | 0:40  |
| 8.       | 抓周                               |              | 楊適維                                 |              | 1:17  |
| 9.       | 你相信我也相信                     |              | 楊適維                                 |              | 1:42  |
| 10.      | 喪鐘為你而響                       |              | 楊適維                                 |              | 1:04  |
| 11.      | 無法面對                           |              | 楊適維                                 |              | 1:29  |
| 12.      | 無可回頭                           |              | 楊適維                                 |              | 2:15  |
| 13.      | 電視廣告                           |              | 楊適維、黨傳翔、楊適安、王澤元、陳敬恆 |              | 3:05  |
| 14.      | 碼頭姑娘（鞏莉芳）（片尾曲、插曲） | 江東昱       | 楊適維                                 | 何夏         | 3:48  |
| 15.      | 碼頭姑娘（杜美心）（片尾曲、插曲） | 江東昱       | 楊適維                                 | 劉芷融       | 3:48  |
| 总时长： | 总时长：                           | 总时长：     | 总时长：                               | 总时长：     | 33:09 |

## 發行與宣傳
遊戲於東八區時間2019年2月19日晚上9時於Steam數位平台上發行
，同時以下载包方式發售遊戲原聲帶。
《還願》與《返校》相同，在遊戲發售前執行了為期數週的另類實境遊戲（ARG），台灣玩家參與態度十分熱烈。
2019年2月23日，《还愿》开发团队与唯晶科技合作，透过募資方式举行游戏义卖活动，所得款项扣除手续费之后将全数捐给励馨基金会，用以援助受家庭暴力侵害的儿童。
2020年6月8日，赤燭在其粉絲專頁上宣布，當日起至6月15日24:00開放還願實體版預購。包含《七彩星舞台》USB隨身碟（內含遊戲）、另有在遊戲中出現過的《花與愛》袖珍童書、"美心郁金香書籤"與"淇淇巧克力貼紙"。
2020年12月16日，赤燭遊戲宣布《還願》將重新於12月18日在GOG.com平台重新上架數位版，並由赤燭遊戲獨立發行。此舉動引起中國網友不滿，導致GOG發表聲明表示不會上架此款遊戲，並移除商品頁面。
2021年3月15日，赤燭遊戲公開網路商店，宣布無論過去還是未來製作的專案，都將在該商店上架，也包括《還願》在內。

## 迴響
| 汇总媒体     | 得分   |
| ------------ | ------ |
| GameRankings | 83%    |
| Metacritic   | 85/100 |

| 媒体      | 得分   |
| --------- | ------ |
| GameSpot  | 9/10   |
| IGN       | 8.2/10 |
| IGN Japan | 9.8/10 |
| Metro     | 8/10   |

遊戲開發商赤燭遊戲有於發售前一個小時在官方臉書、Bilibili帐号舉行倒數直播。而在遊戲上市兩個小時後，Twitch平台上的觀看人數突破十萬人（該遊戲分類頻道下的統計數據），在台灣觀看人數更超過《Dota 2》、《PUBG》等熱門遊戲的觀看人數，並且一舉衝上Steam台湾区熱銷排行榜第一名。遊戲中的人物「何老師」也在各大知名社群網站引發討論熱潮。

### 評價
在匯總媒體上，《還願》在Metacritic根據11條評論獲得85/100分，屬「大致正面評價」。而GameRankings則是根據4條評論得到83/100分。
评价方面，IGN的大衛·傑格諾（David Jagneaux）給予了《還願》8.2分（满分10分），他讚揚其從頭到尾都是一款出色的心理恐怖遊戲，充滿超現實的意象和使人不寒而慄的玩偶，以及精彩的環境故事，但傑格諾同時亦批評有些愚蠢的謎題和令人苦悶的緩慢行走速度，使得遊玩時間比實際的要長，還指出在很多方面來說，《還願》並不是一款恐怖遊戲，而是偵探故事。IGN日本分部的今井晉則給予了《還願》9.8分（滿分10分）的高分，评论称赞了游戏的临场感、逼真的音效、强烈的恐怖感以及多种画风描述之下的游戏剧情，但也指出其“后半段游戏的展开偏重於依赖独角戏”的缺点。而GameSpot的理查·維克林（Richard Wakeling）打出9/10分，形容赤燭喚起了玩家對《P.T.》的恐懼情感，畫出了一幅具創意、發人深省與陰險的家庭生活肖像畫，讚揚其對細節的關注使公寓本身有了逼真的個性，以及不怕面對沉重的主題去敘述一個引人入勝的故事，但他亦指出遊戲後期的追逐場景較為沉悶。
Metro讚揚《還願》是本世代最棒生存恐怖遊戲之一，但只有三小時的遊戲流程是其缺點。新浪新聞在评论中认为这款游戏将一家三口連同房子組成了一個會隨著交互、觸發而不斷改變場景的家，佐以台灣腔和閩南口音，还原了80年代的台灣生活场景，并认为这是一款不輸於的國風恐怖遊戲。由於爭議事件的爆發，大量中國大陸玩家給予負評，導致其Steam評價一度降為“多半差評”，其后则回升至「褒貶不一」。
《還願》及同開發團隊製作的作品《返校》，正式納入哈佛大學燕京圖書館的館藏，並作為師生教育目的使用。

### 爭議

#### 政治争议

遊戲場景中的符咒，印上篆文「習近平小熊維尼」和四角上的“呢嘛叭唭”

2019年2月21日，有玩家發現還願遊戲場景內一張符咒上印有「習近平小熊維尼」的篆體印章，符咒旁則寫著臺語諧音「你嘛八七」（「你妈白癡」）的「呢嘛叭唭」四字咒語，合起來就是「習近平小熊維尼你妈白痴」，疑似侮辱中共中央總書記習近平。该场景的截图随后被上传至PTT和品葱等论坛，有台灣玩家在论坛发文聲稱此游戏成功愚弄了中国大陆玩家。該事件於2月23日引發中國大陸玩家的愤怒，其后部分玩家翻出游戏正式發售前的ARG遊戲内容中出现的邪教组织陸心會會长“陸恭铭”的名字，认为其暗喻“陆公民”，是对中国大陆公民的侮辱。
中国大陆玩家批评團隊「夹带私货」（隱蔽或不光明正大地展示個人政治立场）、「侮辱国家领导人」、“侮辱中国公民”。亦有玩家表示抵制「臺獨遊戲」並讓它「滾出中國」，并要求Steam平台退款。歐洲大型遊戲網站Eurogamer的报道引述一位网友的话指出，部分大陆玩家的反弹是因其感觉自己被蒙骗去玩一个嘲弄自己国家的游戏。德国之声的报道引述一位中國大陸Steam玩家的评论：“我无法相信我在这个游戏中看到了政治元素和对其他国家的歧视。我完全理解台湾民众不同的政治观点。我不能忍受的是让游戏成为贬低其他政治体系的可怜工具。真诚地说，这是一个精彩的游戏，但侮辱中国大陆的意图是我不能认同的。”
尽管赤燭在2月21日當晚立刻推出遊戲更新（1.0.5版），更換這個場景圖案，将「習近平小熊維尼」印章文字改为「恭賀新禧」，但之後仍有大量中國大陸玩家在Steam平台給予遊戲負評轟炸，中国大陆各網路直播主也立即停止直播《還願》遊戲實況。
2月23日，赤燭團隊在官方臉書粉絲專頁發表道歉聲明解釋：符咒印文只是遊戲場景設計時暫時性素材，其取材只是隨機參考網路流行語，後來团队因過於忙碌，素材未及時檢查刪除修正，並非消遣、批評或者攻擊，表示承擔責任，希望玩家見諒。同日晚上再度發出道歉聲明表示直至玩家提報之前，其他赤燭成員並不知情，發現當天立即已緊急置換該美術素材，釋出更新並公開道歉。該素材內容非赤燭立場，亦非《還願》之本意，並由赤燭團隊一力承擔後果。同時也聲明發行商Indievent與投資方唯晶科技對此完全不知情。而即日起赤燭和唯晶科技的官方網站皆無法進入，赤烛同时将其YouTube频道中的数支《还愿》相关影片下架。《還願》中国大陆发行商Indievent發出终止合作公告，宣布正式終止與赤燭遊戲的合作關係。Steam商店中国区也对该游戏进行了锁区操作。《還願》投資方、北美地区發行商唯晶科技發表聲明，对赤烛方面表示强烈谴责，宣佈終止與赤燭的合作關係，並將要求赤燭賠償經濟損失。因《还愿》事件蔓延，《返校》的發行商椰島遊戲终止了與赤烛游戏的合作，《返校》也在Steam中国区的商店中被锁区。
2月23日晚間，中華民國行政院副院長陳其邁在臉書發文指，「民主自由的國度，創作才能不受限制，劇情巧思還是彩蛋，都讓人拍案叫絕！力挺國產遊戲，支持創作自由。」台灣《蘋果日報》引述台北市議員苗博雅言論批評遊戲投資方唯晶科技表示，「急忙的切割和施壓，唯一合理的原因，就是來自中國政府的恫嚇和紅色資本的影響力。」台湾《自由时报》报道指，有網友特別貼出小熊維尼與習近平的照片，嘲諷「原來這是一款13億人嚇到不敢玩的恐怖遊戲」，表示不懂為何在中國大陸會引來如此氣憤的反應。
2月25日，赤燭再次發表聲明表示，網路上严重高估的还愿销量、针对游戏内容的推测、假冒官方声明的改图皆属不实消息。並表示對於誤植爭議素材引起紛爭，導致模糊遊戲主旨，因而影響到許多人感到沉痛，並表示會負起責任。赤烛方面指出，此事進入商業協商階段，呼籲各界冷靜，給予時間處理。
2月26日，《還願》自Steam商店中無預警下架，僅剩遊戲原聲帶可供購買。赤燭團隊隨後表示，下架原因是為了檢測遊戲軟體的閃退問題，以及重新全面檢視遊戲素材，並希望能藉下架一段時間讓網路上的風波平息。
3月29日，上海市文化和旅游局文化市场行政执法总队决定吊销《還願》中國大陆代理商上海橘喵信息科技有限公司（Indievent）的《网络文化经营许可证》。
5月9日，《還願》開發團隊回應遊戲媒體Kotaku「遊戲後續進展仍有不確定性」。
6月17日，上海市杨浦区市场监督管理局根据《中华人民共和国公司法》第213条规定「利用公司名义从事危害国家安全、社会公共利益的严重违法行为」，决定吊销上海橘喵信息科技有限公司（Indievent）的《企业法人营业执照》。
7月15日，赤燭發表聲明表示《還願》在近期不會“再以任何形式銷售、改版、或透過其他授權來營利”。
2020年12月16日，赤燭發聲明表示《還願》將於同年12月18日於GOG平台重新上市。但此舉引动许多中國大陆網友不滿并向GOG抗议，GOG不久后在官方Twitter和微博聲明说，在收到许多玩家的信息后，平台决定不上架此款遊戲。随后，GOG商店移除了此游戏的页面。
2021年3月，《还愿》重新上架自有商店。

#### 文化挪用
觀音在民間信仰中本應是慈眉善目的善良形象，卻在遊戲中被妖魔化，搖身一變成了邪神，引起文化挪用與冒犯宗教的爭議。如佛教法師釋昭慧就直指該遊戲為「盜用菩薩聖號以招惹陰神者」；宗教人士羅雲則警告不要有意念牽扯，否則會形成言靈。

## 衍生作

### 電影
2021年11月11日，先前曾擔任電影《返校》監製一職的李烈，在自行成立新製作公司「一種態度」後，則表示進行《还愿》改編電影之籌備計畫，《還願》將交由前作導演徐漢強所執導。
2024年8月6日，在《鬼才之道》首映會期間，徐漢強宣傳已請辭《還願》的導演工作。

### 電視劇
2022年1月21日，赤燭宣布將再度與公視合作，進行《還願》電視劇計畫。